# Smittia subnudipennis
Smittia subnudipennis är en tvåvingeart som beskrevs av Maurice Emile Marie Goetghebuer 1933. Smittia subnudipennis ingår i släktet Smittia och familjen fjädermyggor.
Artens utbredningsområde är Grönland. Inga underarter finns listade i Catalogue of Life.